# مجزرة الموصل (آذار 2017)
في يوم الجمعة 17 آذار/مارس 2017 شنت طائرات التحالف الدولي بقيادة الولايات المتحدة غارات على أحياء الموصل الجديدة في الجانب الغربي من مدينة الموصل، أدت الغارات إلى مقتل ما يقارب 700  شخص من المدنيين. هذه الغارات تعتبر الأشد فتكاً بالمدنيين من بين جميع العمليات الجوية التي نفذها الجيش الأميركي منذ غزو العراق عام 2003 بينما اعترف الجيش الأمريكي بقتل 200 مدني فقط.

## التفاصيل
- ادعت الولايات المتحدة وجود مقاتلين تابعين للدولة الاسلامية فوق ملجأ يتحصن به جمع كبير من المدنيين في الموصل الجديدة وتم قصف المبنى ليقع ضحية القصف أكثر من 700 قتيل. قالت الولايات المتحدة أنها ستبث صورا تظهر المقاتلين فوق المبنى لكنها لم تفعل.[1]

## ردود الفعل

### محلياً
- قال رئيس مجلس النواب العراقي سليم الجبوري في بيان إن ما يحدث في غرب الموصل «أمر بالغ الخطورة ولا يمكن السكوت عنه في أي حال من الأحوال.»[2]

### دولياً
- منظمة العفو الدولية: قالت المنظمة إن التصاعد الصادم في حجم القتلى المدنيين جراء الضربات الجوية التي شنها التحالف الذي تقوده الولايات المتحدة، ونتيجة المعارك البرية الطاحنة بين القوات العراقية ومقاتلي تنظيم «الدولة الإسلامية»، أثار أسئلة جدية بشأن مشروعية هذه الهجمات. وقالت دوناتيلا روفيرا، كبيرة مستشاري برنامج الاستجابة للأزمات بمنظمة العفو الدولية: «إن الأدلة التي تم جمعها على الأرض، في شرق الموصل، تشير إلى أن ثمة نمطاً مروعاً من الضربات الجوية ينتهجه التحالف الذي تقوده الولايات المتحدة وأدى إلى تدمير مبانٍ بأكملها على رؤوس العائلات المقيمة فيها.»[3]
- هيومن رايتس ووتش: قالت إن التغيّرات الحاصلة في قواعد الغارات الجوية في العراق تثير مخاوف بشأن حماية المدنيين، خصوصا بعد غارات الموصل في 17 آذار/مارس 2017 التي تسببت في مقتل العشرات، ودعت التحالف الدولي إلى الإعلان التفصيلي عن نتائج التحقيقات المتصلة بالهجوم وإحالة مرتكبيها إلى المحاكمة وتعويض الضحايا المدنيين أو أسرهم.[4]
- الأمم المتحدة: أعربت عن «قلقها العميق» إزاء هذه التطورات، وقالت على لسان منسقة الشؤون الإنسانية في العراق ليز غراندي «نحن مصابون بالذهول للخسائر الكبيرة في الأرواح، ونعبر عن تعازينا العميقة للعائلات التي تعرضت لهذه المأساة».[5]
- أستراليا: قال وزير الدفاع ماريز باين أنه بعد التحقيق تبين أن الطائرات الأسترالية لم تشارك في الغارة الجوية.